# Clark Gable
William Clark Gable (Cadiz, 1º febbraio 1901 – Los Angeles, 16 novembre 1960) è stato un attore statunitense.
Dotato di grande fascino, carisma e forte presenza scenica, dagli anni trenta fino alla morte fu una delle maggiori stelle della cinematografia mondiale. Il suo nome è indissolubilmente legato al ruolo di Rhett Butler nel film Via col vento (1939) e a quello di Peter Warne nel film Accadde una notte (1934), che gli valse l'Oscar al migliore attore. L'American Film Institute l'ha inserito al settimo posto tra le più grandi star della storia del cinema.

## Biografia

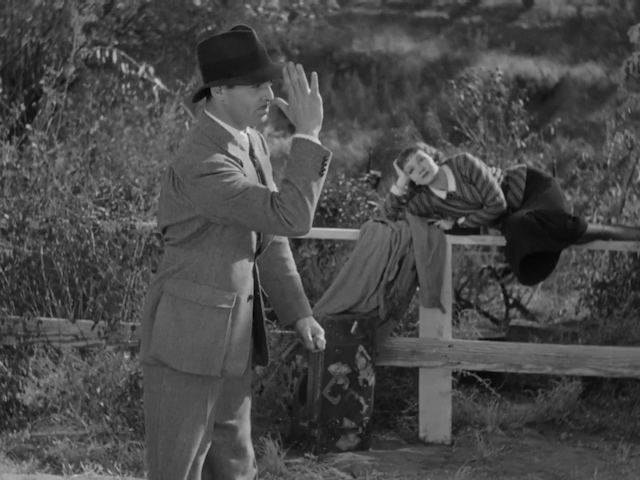
Clark Gable con Claudette Colbert in Accadde una notte (1934)

Gable nacque in una famiglia umile, di origine tedesca; la madre, Adeline Hershelman, cattolica, morì quando lui aveva solo 10 mesi e il padre, William Henry "Will" Gable, protestante, entrò in conflitto con la famiglia della madre riguardo l'educazione del figlio. Ciò cambiò con il secondo matrimonio del padre: la matrigna infatti iniziò a educare Clark affinché si vestisse e si comportasse bene; egli iniziò anche a suonare la tromba. Inizialmente operaio in una fabbrica di pneumatici, il giovane Gable decise di diventare attore dopo aver assistito a uno spettacolo teatrale. Nel 1921 si unì a una compagnia di girovaghi e, per mantenersi, non esitò a esercitare i mestieri più umili, come il taglialegna e il venditore di cravatte.
Il 13 dicembre 1924 sposò l'attrice Josephine Dillon, proprietaria di una compagnia teatrale, che lo aiutò a cambiare immagine, gli insegnò le buone maniere in scena e nella vita, e affinò la sua recitazione fino a procurargli un primo ruolo nel cinema, una parte nel film White Man (1924) e diversi ingaggi sulle scene di Broadway, tra cui la pièce Machinal (1928).

Durante una tournée in Texas, Gable conobbe Ria Langham, una plurimilionaria: dopo il divorzio dalla Dillon, sposò Ria il 30 marzo 1930. Poco dopo venne scritturato dalla casa produttrice Metro-Goldwyn-Mayer, che decise di modificargli l'aspetto fisico con due interventi: uno correttivo alle orecchie e uno più radicale alla dentatura.

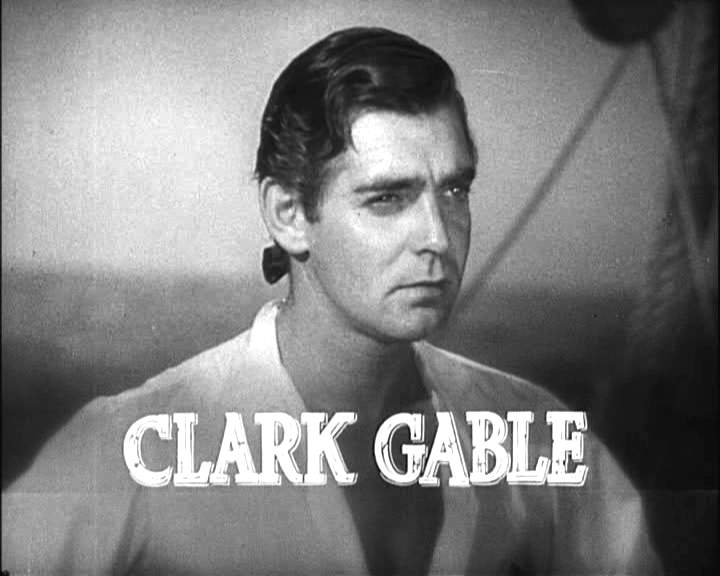
Clark Gable nel trailer di La tragedia del Bounty di Frank Lloyd (1935)

All'inizio della carriera, Gable interpretò ruoli di uomo rude e villain: il film che lo avviò al successo fu L'angelo bianco (1931), in cui interpretò appunto il ruolo di un autista manesco, in coppia con Barbara Stanwyck. In seguito, grazie al suo fascino e alla sua simpatia, i personaggi affidatigli cambiarono, virando verso una figura d'irresistibile, affascinante mascalzone. Questo grazie anche alla sua agente Minna Wallis, sorella del produttore Hal B. Wallis e grande amica dell'attrice Norma Shearer.
Con la Metro-Goldwyn-Mayer l'attore girò pellicole come: Cortigiana (1931), La via del male (1931), The Secret Six (1931), Incatenata (1934), Accadde una notte (1934), con Claudette Colbert, una delle più note commedie degli anni trenta per la quale vinse l'Oscar, La tragedia del Bounty (1935), che gli valse un'altra candidatura all'Oscar, San Francisco (1936) e Arditi dell'aria (1938).
Gable fu molto amato per la sua simpatia e gentilezza anche fuori dal set; a sua volta amò molte donne, fra cui Grace Kelly, Joan Crawford, Jean Harlow, Loretta Young (da cui, nel 1935, ebbe una figlia, Judy Lewis, ma l'evento venne tenuto segreto, in quanto la bambina era stata concepita mentre Gable era sposato e la Young era nubile).

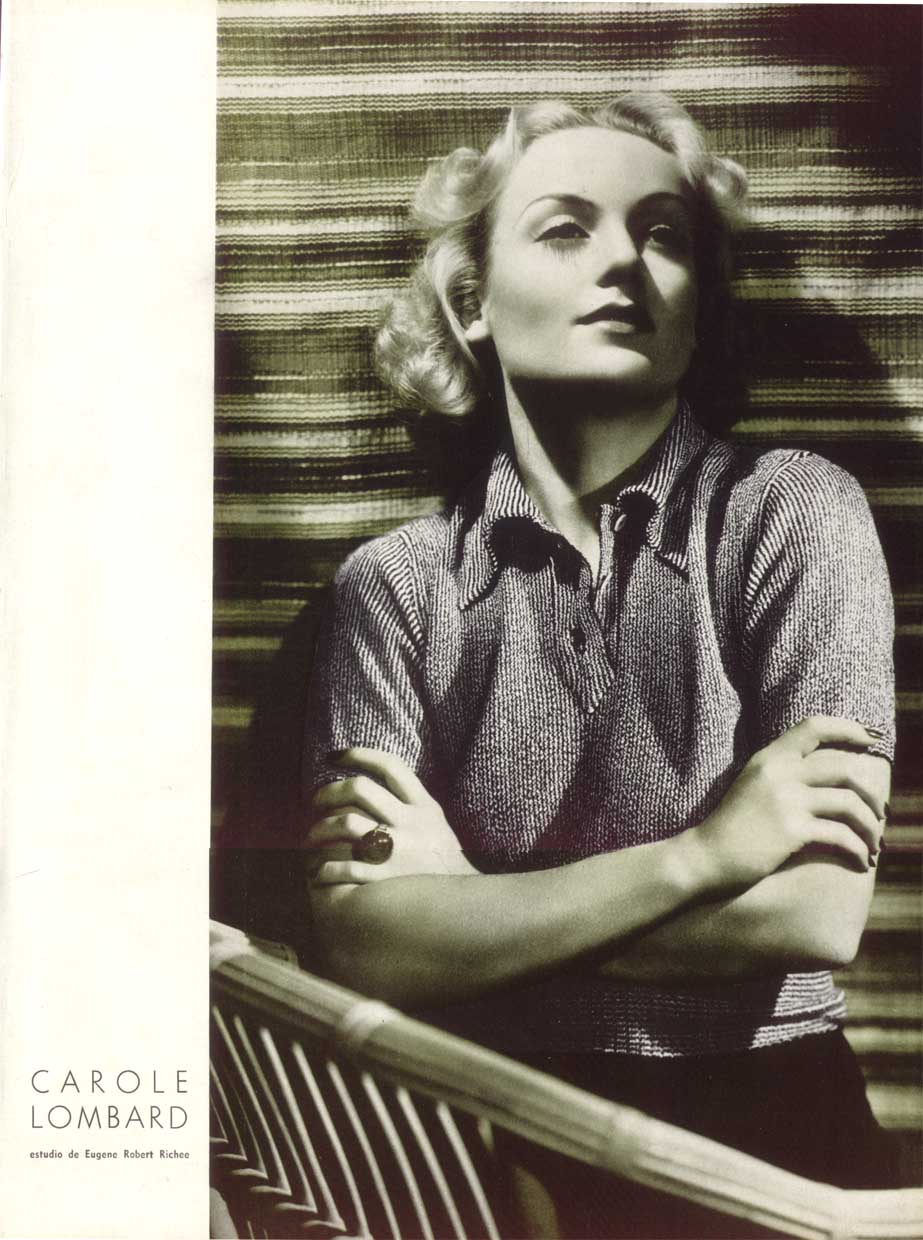
L'attrice Carole Lombard terza moglie di Clark Gable

Nel 1939 Gable ebbe la grande occasione della sua carriera grazie all'interpretazione di Rhett Butler, l'affascinante e sfacciato avventuriero di Via col vento (1939), per cui venne nuovamente candidato all'Oscar. Grazie al compenso percepito per il film, l'attore riuscì a permettersi il divorzio dalla Langham. Il 29 marzo 1939 sposò l'attrice Carole Lombard, considerata dai biografi il vero amore della sua vita. La Lombard, donna dal temperamento audace, nel 1942 perse la vita in un incidente aereo, a 33 anni.
Scosso dalla morte della moglie, nell'agosto successivo Gable terminò le riprese del film Incontro a Bataan (1942) e decise di abbandonare le scene, per arruolarsi nell'aviazione come volontario. Dopo aver realizzato un film d'addestramento, partecipò alla seconda guerra mondiale con 5 missioni di guerra in Europa sui B-17, in qualità di osservatore/mitragliere, e ricevette due decorazioni: un'Air Medal e una Distinguished Flying Cross.

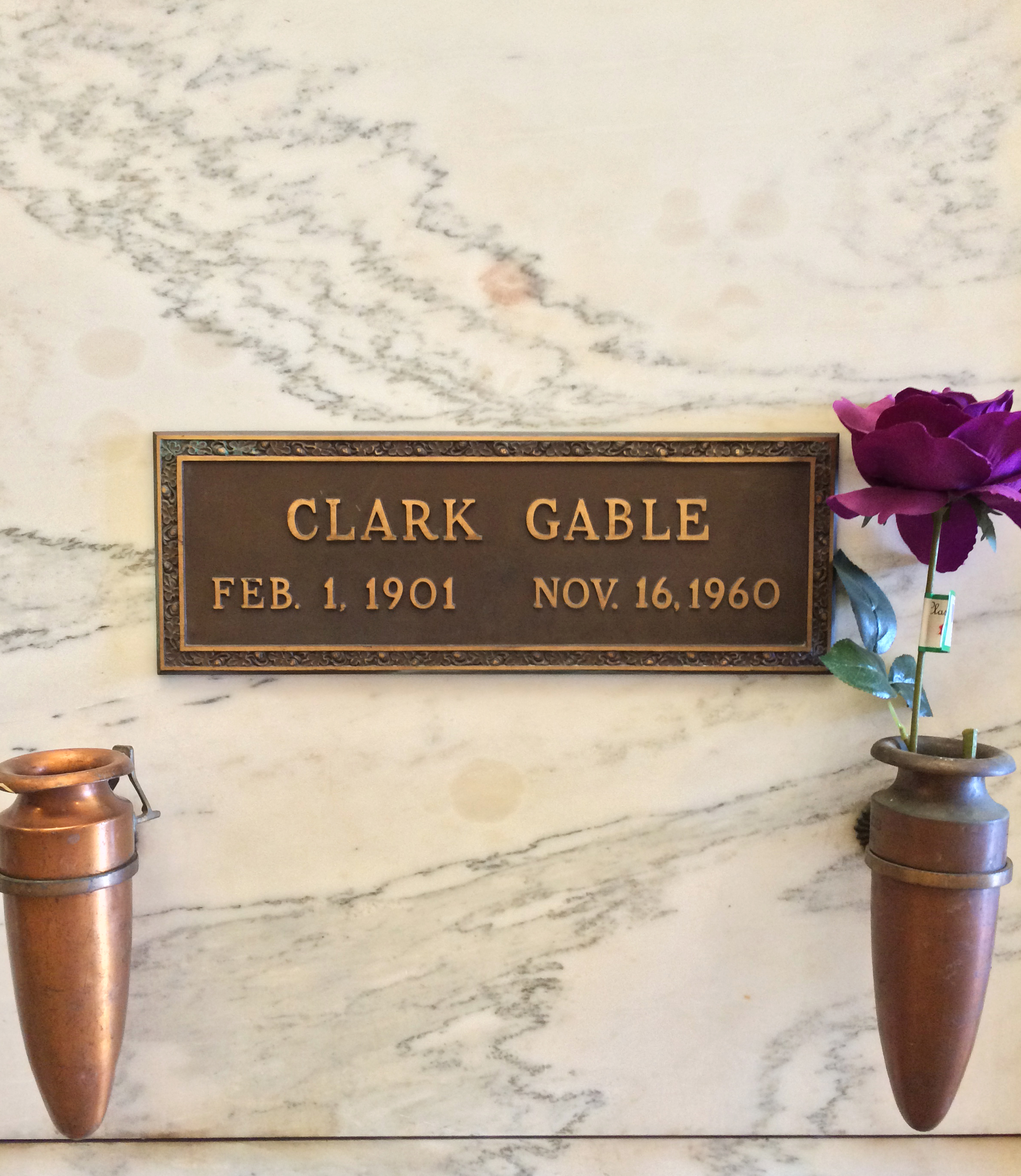
Tomba di Gable al Forest Lawn Memorial Park a Glendale, contea di Los Angeles

Rientrato in patria al termine del conflitto, Gable non fu più la stessa persona. Riprese a recitare, ma i suoi personaggi non erano più spensierati e spavaldi: la vitalità di un tempo era ormai perduta. Lo scarso successo di film come Avventura (1945), I trafficanti (1947), La chiave della città (1950), Mogambo (1953) portò la Metro-Goldwyn-Mayer a non rinnovargli il contratto. Fu un periodo negativo per l'attore, sia nel lavoro che nella vita privata. Nel 1949 sposò Sylvia Ashley, dalla quale divorziò poco più di un anno dopo. Poco più tardi conobbe Kay Spreckels, una donna che in qualche modo gli ricordava l'amata Carole Lombard, e la sposò nel 1955: fu un matrimonio riuscito, che inaugurò un nuovo periodo felice nella vita privata e lo aiutò a ritrovare serenità e successo nella professione.
Fece parte della Motion Picture Alliance for the Preservation of American Ideals, d'ispirazione anticomunista.
La sua ultima apparizione cinematografica fu nel film Gli spostati, di John Huston, con Marilyn Monroe e Montgomery Clift. Contrario da sempre all'uso di controfigure, Gable, impegnato sul set da metà luglio 1960, fece appena in tempo a terminare le faticose riprese venerdì 4 novembre prima di essere colto, domenica 6 nella propria villa di Encino, da una trombosi coronarica con conseguente infarto; portato all'Hollywood Presbyterian Hospital, venne salvato. Il mattino di mercoledì 16, dopo essersi tirato su dal letto in posizione seduta, alla presenza di un'infermiera ebbe un secondo infarto. In ospedale, fuori dalla stanza, erano presenti la moglie incinta e il medico personale dell'attore Fred V. Cerini, il quale non poté che constatare il decesso. La morte era giunta impedendogli di assistere alla nascita del figlio John Clark, avvenuta il 20 marzo 1961. Fu tumulato in un colombario nel Forest Lawn Memorial Park, a Glendale nella contea di Los Angeles, accanto alla terza moglie Carole Lombard.

## Vita privata
Dopo aver sposato nel 1924 l'attrice teatrale Josephine Dillon e nel 1931 la socialite Ria Langham (entrambe prevalentemente per ragioni economiche e professionali), incontrò la donna della sua vita: l'attrice Carole Lombard, che sposò nel 1939.
Dopo la morte della Lombard in un incidente aereo nel 1942, Gable rimase solo e cadde in depressione per alcuni anni, risposandosi solo nel 1949 con Lady Sylvia Ashley, che secondo molti gli ricordava un poco la defunta moglie. Divorziato da Sylvia, si sposò per la quinta e ultima volta con Kay Spreckels, anch'ella bionda e dai tratti simili a quelli della Lombard: da questo matrimonio nacque John Clark, che però l'attore non fece in tempo a vedere. Gable aveva già avuto una figlia dall'attrice Loretta Young, durante le riprese del film Il richiamo della foresta: nel 1935 era nata una bambina illegittima, divenuta poi l'attrice Judy Lewis.
Nel 1933 fu iniziato alla Massoneria nella Loggia n. 528 di Beverly Hills, di Rito scozzese antico ed accettato.

## Influenza culturale
- Nel romanzo Who Censored Roger Rabbit? di Gary Wolf (a cui si ispirò il film Chi ha incastrato Roger Rabbit di Robert Zemeckis del 1988) Clark Gable è uno dei personaggi principali; viene infatti sospettato dal coniglio Roger Rabbit di avere una relazione con sua moglie Jessica - oltre a contendersi col coniglio il ruolo del Capitano Rhett Butler in Via col vento - e quindi pedinato dal detective Eddie Valiant.

## Filmografia

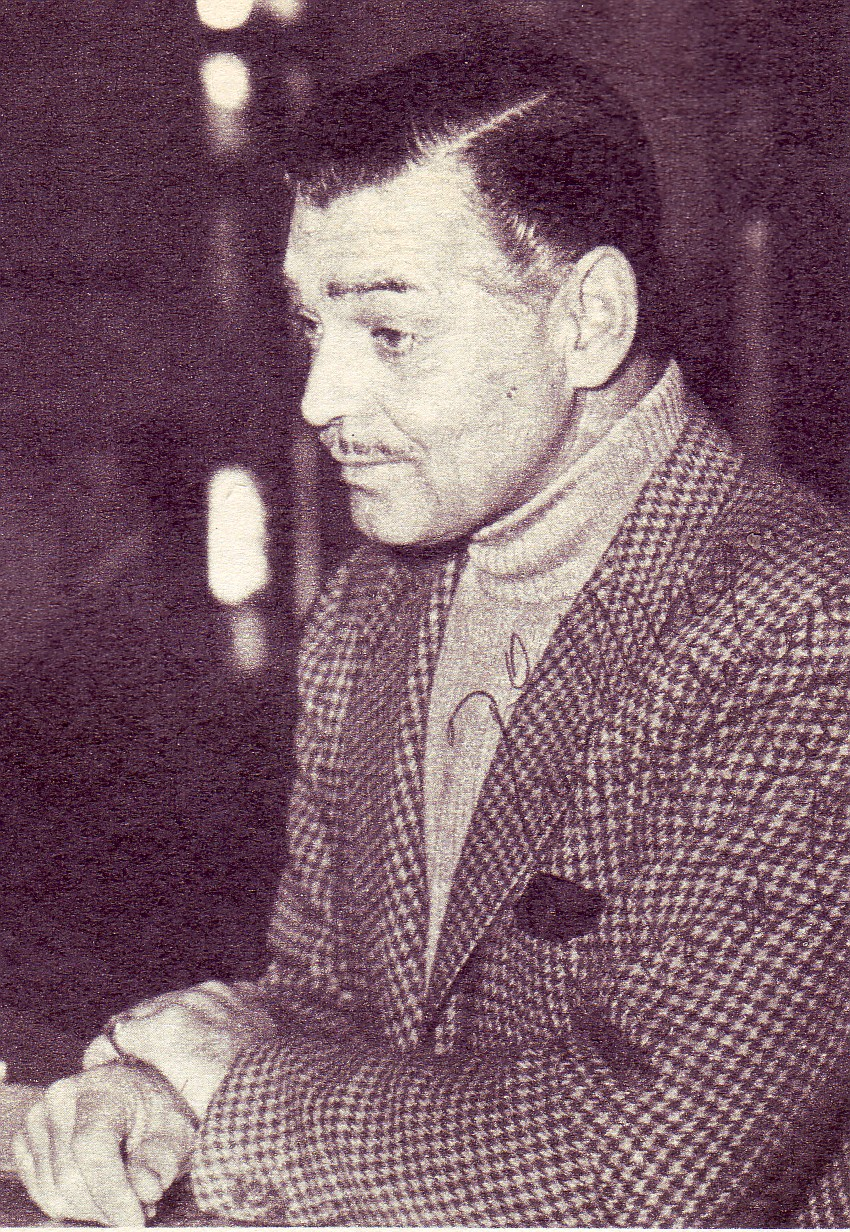
Clark Gable fotografato a Villa d'Este, Cernobbio, durante una visita in Italia

- White Man, regia di Louis J. Gasnier (1924)
- La zarina (Forbidden Paradise), regia di Ernst Lubitsch (1924)
- The Pacemakers, regia di Wesley Ruggles (1925)
- Déclassée, regia di Robert G. Vignola (1925)
- The Merry Kiddo, regia di Wesley Ruggles (1925)
- What Price Gloria?, regia di Wesley Ruggles (1925)
- La vedova allegra (The Merry Widow), regia di Erich von Stroheim (1925)
- The Plastic Age, regia di Wesley Ruggles (1925)
- North Star, regia di Paul Powell (1925)
- The Johnstown Flood, regia di Irving Cummings (1926)
- One Minute to Play, regia di Sam Wood (1926)
- The Painted Desert, regia di Howard Higgin (1931)
- The Easiest Way, regia di Jack Conway (1931)
- La via del male (Dance, Fools, Dance), regia di Harry Beaumont (1931)
- The Finger Points, regia di John Francis Dillon (1931)
- The Secret Six, regia di George Hill (1931)
- Laughing Sinners, regia di Harry Beaumont (1931)
- Io amo (A Free Soul), regia di Clarence Brown (1931)
- L'angelo bianco (Night Nurse), regia di William A. Wellman (1931)
- Puro sangue (Sporting Blood), regia di Charles Brabin (1931)
- Cortigiana (Susan Lenox (Her Fall and Rise), regia di Robert Z. Leonard (1931)
- L'amante (Possessed), regia di Clarence Brown (1931)
- I demoni dell'aria (Hell Divers), regia di George Hill (1931)
- Polly of the Circus, regia di Alfred Santell (1932)
- Lo schiaffo (Red Dust), regia di Victor Fleming (1932)
- Nessun uomo le appartiene (No Man of Her Own), regia di Wesley Ruggles (1932)
- Strano interludio (Strange Interlude), regia di Robert Z. Leonard (1932)
- La suora bianca (The White Sister), regia di Victor Fleming (1933)
- L'uomo che voglio (Hold Your Man), regia di Sam Wood (1933)
- Volo di notte (Night Flight), regia di Clarence Brown (1933)
- La danza di Venere (Dancing Lady), regia di Robert Z. Leonard (1933)
- Accadde una notte (It Happened One Night), regia di Frank Capra (1934)
- Uomini in bianco (Men in White), regia di Richard Boleslawski (1934)
- Le due strade (Manhattan Melodrama), regia di W. S. Van Dyke (1934)
- Incatenata (Chained), regia di Clarence Brown (1934)
- La donna è mobile (Forsaking All Others), regia di W. S. Van Dyke (1934)
- Lo scandalo del giorno (After Office Hours), regia di Robert Z. Leonard (1935)
- Sui mari della Cina (China Seas), regia di Tay Garnett (1935)
- Il richiamo della foresta (The Call of the Wild), regia di William A. Wellman (1935)
- La tragedia del Bounty (Mutiny on the Bounty), regia di Frank Lloyd (1935)
- Gelosia (Wife vs. Secretary), regia di Clarence Brown (1936)
- San Francisco, regia di W. S. Van Dyke (1936)
- Caino e Adele (Cain and Mabel), regia di Lloyd Bacon (1936)
- Amore in corsa (Love on the Run), regia di W. S. Van Dyke (1936)
- Parnell, regia di John M. Stahl (1937)
- Saratoga, regia di Jack Conway (1937)
- Arditi dell'aria (Test Pilot), regia di Victor Fleming (1938)
- L'amico pubblico nº 1 (Too Hot to Handle), regia di Jack Conway (1938)
- Spregiudicati (Idiot's Delight), regia di Clarence Brown (1939)
- Via col vento (Gone with the Wind), regia di Victor Fleming (1939)
- L'isola del diavolo (Strange Cargo), regia di Frank Borzage (1940)
- La febbre del petrolio (Boom Town), regia di Jack Conway (1940)
- Corrispondente X (Comrade X), regia di King Vidor (1940)
- Avventura a Bombay (They Met in Bombay), regia di Clarence Brown (1941)
- Se mi vuoi sposami (Honky Tonk), regia di Jack Conway (1941)
- Incontro a Bataan (Somewhere I'll Find You), regia di Wesley Ruggles (1942)
- Avventura (Adventure), regia di Victor Fleming (1945)
- I trafficanti (The Hucksters), regia di Jack Conway (1947)
- La lunga attesa (Homecoming), regia di Mervyn LeRoy (1948)
- Suprema decisione (Command Decision), regia di Sam Wood (1948)
- Fate il vostro gioco (Any Number Can Play), regia di Mervyn LeRoy (1949)
- La chiave della città (Key to the City), regia di George Sidney (1950)
- Indianapolis (To Please a Lady), regia di Clarence Brown (1950)
- Il cacciatore del Missouri (Across the Wide Missouri), regia di William A. Wellman (1951)
- Stella solitaria (Lone Star), regia di Vincent Sherman (1952)
- Arrivò l'alba (Never Let Me Go), regia di Delmer Daves (1953)
- Mogambo, regia di John Ford (1953)
- Controspionaggio (Betrayed), regia di Gottfried Reinhardt (1954)
- L'avventuriero di Hong Kong (Soldier of Fortune), regia di Edward Dmytryk (1955)
- Gli implacabili (The Tall Men), regia di Raoul Walsh (1955)
- Un re per quattro regine (King and Four Queens), regia di Raoul Walsh (1956)
- La banda degli angeli (Band of Angels), regia di Raoul Walsh (1957)
- Mare caldo (Run Silent Run Deep), regia di Robert Wise (1958)
- 10 in amore (Teacher's Pet), regia di George Seaton (1958)
- Ma non per me (But Not for Me), regia di Walter Lang (1959)
- La baia di Napoli (It Started in Naples), regia di Melville Shavelson (1960)
- Gli spostati (The Misfits), regia di John Huston (1961)

## Riconoscimenti
- Premio Oscar
  - 1935 – Migliore attore per Accadde una notte
  - 1936 – Candidatura al migliore attore per La tragedia del Bounty
  - 1940 – Candidatura al migliore attore per Via col vento
- Golden Globe
  - 1959 – Candidatura al migliore attore in un film commedia o musicale per 10 in amore
  - 1960 – Candidatura al migliore attore in un film commedia o musicale per Ma non per me

## Doppiatori italiani
- Emilio Cigoli in Io amo, Sui mari della Cina, La tragedia del Bounty, San Francisco (ridoppiaggio), L'amico pubblico nº 1, Via col vento, L'isola del diavolo, La febbre del petrolio (ridoppiaggio), Corrispondente X, Avventura a Bombay, Incontro a Bataan, Avventura, I trafficanti, La lunga attesa, Suprema decisione, Fate il vostro gioco, Indianapolis, Il cacciatore del Missouri, Stella solitaria, Arrivò l'alba, Mogambo, Controspionaggio, L'avventuriero di Hong Kong, Gli implacabili, Un re per quattro regine, La banda degli angeli, 10 in amore, Ma non per me, La baia di Napoli, Gli spostati
- Sergio Graziani nei ridoppiaggi di Lo schiaffo, Le due strade, La donna è mobile, Sui mari della Cina, L'isola del diavolo, Suprema decisione
- Romolo Costa in La danza di Venere, Incatenata, Gelosia e altri film degli anni trenta
- Frank Puglia in La via del male[9]
- Gino Cervi in Accadde una notte
- Gualtiero De Angelis in San Francisco (doppiaggio originale)[10]
- Bruno Persa in La febbre del petrolio
- Giulio Panicali in Mare caldo
- Luigi Vannucchi in Via col vento (ridoppiaggio)
- Cesare Barbetti in Cortigiana (ridoppiaggio)
- Elio Zamuto in Incatenata (ridoppiaggio)
- Michele Kalamera in Arditi dell'aria (ridoppiaggio)
- Germano Longo in La chiave della città (ridoppiaggio)
- Massimo Foschi in Gremlins (immagini d'archivio)

## Documentari biografici
- Hollywood: Style Center of the World, regia di Oliver Garver – filmati di repertorio (1940)
- Le dee dell'amore (The Love Goddesses) documentario di Saul J. Turell – filmati di repertorio (1965)